# Tadeusz Bocheński (poeta)
Tadeusz Bocheński (ur. 17 kwietnia 1895 w Chrzanowie, zm. 16 grudnia 1962 w Zakopanem) – poeta, muzykolog, filozof, pisarz i eseista, pedagog, krytyk muzyczny, pianista, pedagog i tłumacz, wieloletni współpracownik „Kameny”.

## Życiorys
Urodził się w Chrzanowie, w rodzinie Michała, prawnika, i Marii z Niemczyckich. Po śmierci ojca przeniósł się w 1899 do Lwowa z matką i dwojgiem młodszego rodzeństwa. We Lwowie ukończył gimnazjum klasyczne i uczył się muzyki w konserwatorium. Wstąpił na Uniwersytet w Wiedniu, gdzie studiował filologię klasyczną i filozofię. Kontynuował równocześnie studia muzyczne. Po ukończeniu studiów, w 1917 pracował w Wiedniu jako nauczyciel. W 1918 przyjechał do Lublina i podjął pracę w Gimnazjum im. Staszica, gdzie przez 13 lat uczył greki i łaciny oraz zajmował się twórczością poetycką.
W 1926 poznał Kazimierza Andrzeja Jaworskiego, późniejszego twórcę chełmskiej „Kameny”. Wraz z nim w latach 1923–1925 współpracował z grupą literacką „Reflektor” (Wacław Gralewski, Konrad Bielski i in.). W 1925 był redaktorem dwutygodnika „Nowe Życie”, gdzie drukował swoje wiersze, przekłady i recenzje teatralne.
Pierwszą żoną Bocheńskiego była Maria z Jankowskich, matka pisarza Jacka Bocheńskiego. Ślub wzięli 13 czerwca 1930 w parafii św. Jana w Lublinie. Decyzją Sądu Metropolitalnego w Warszawie z dnia 4 lipca 1931, jego pierwsze małżeństwo zostało unieważnione, co pozwoliło mu na zawarcie kolejnego, ze swoją muzą – Janiną „Janiurą” z Oderów. W tym samym roku z żoną opuścił Lublin i przeniósł się do Krakowa, gdzie mieszkał przez 4 lata i pracował jako nauczyciel języków klasycznych w Gimnazjum Bartłomieja Nowodworskiego, nie rezygnując z działalności literackiej.
W 1934, kiedy na świat przyszła jego córka Jeżyna, porzucił pracę pedagogiczną, aby utrzymywać się z pisarstwa, i przeniósł się do Zakopanego, gdzie zmarł w 1962. Został pochowany na Cmentarzu Zasłużonych na Pęksowym Brzyzku (sektor P-III-52 i 53).

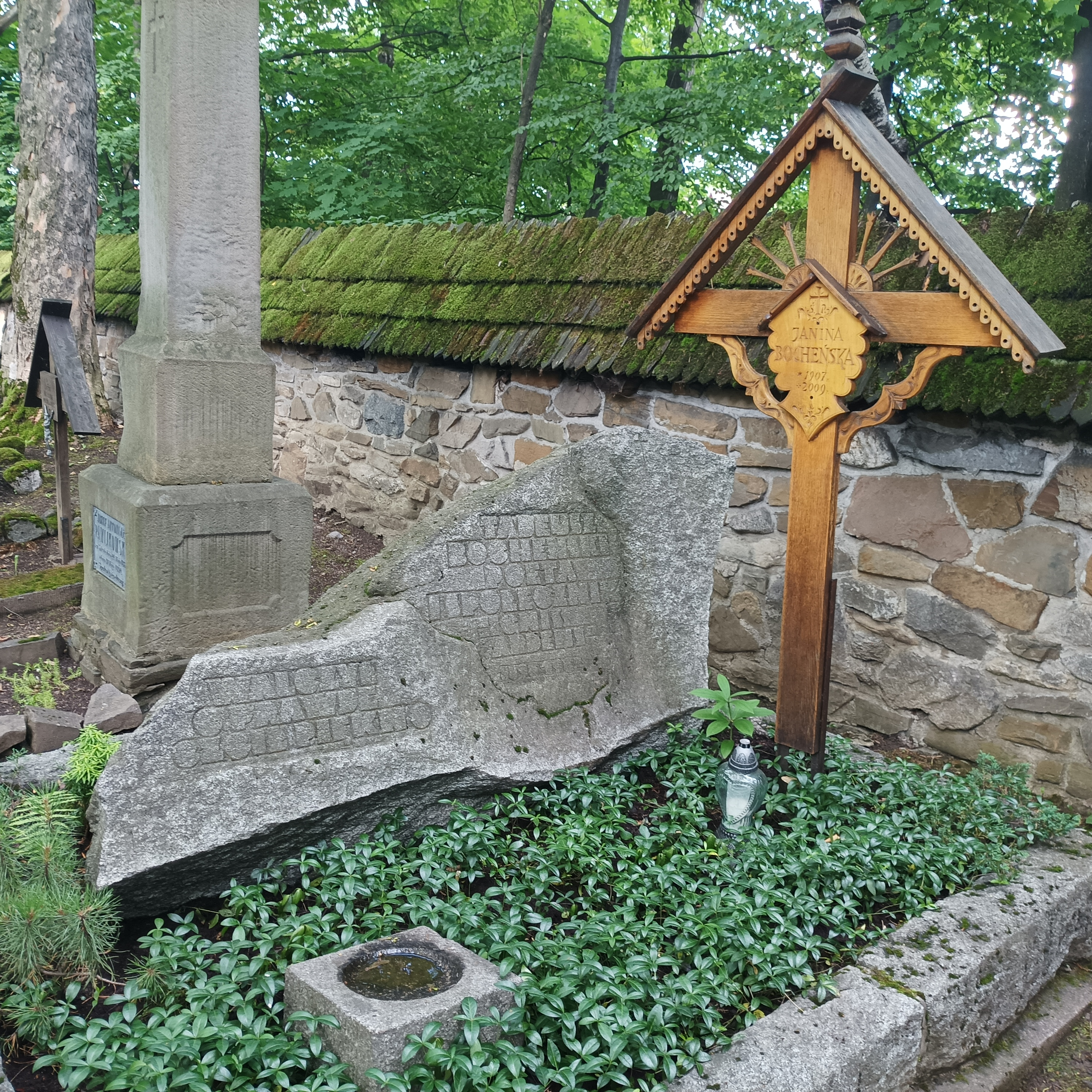
Grób Tadeusza Bocheńskiego na Cmentarzu Zasłużonych na Pęksowym Brzyzku

## Twórczość
W 1919 ukazał się pierwszy tomik jego wierszy Poezje, potem kolejno: Poezji – seria druga (1919), Dzwony – poezji – seria trzecia (1920), Serce – poezji – seria czwarta (1920). Następne tomy poezji, nowel i przekładów ukazywały się w Lublinie i Cieszynie: Rzeźbiarz – poezji – seria piąta (Cieszyn 1922), Olga i inne nowele – (Cieszyn 1923), Szkice estetyczne – Spontanizm (Lublin 1923), nowele – Kościół (Cieszyn 1924), Poezje Hezjoda – Tarcza Heraklesa (Cieszyn 1924), Poeci klasyczni – Gościńce (Lublin 1925), Moja cantyczka (Lublin 1926), Poetycka ekspresja uczuć (Lublin 1928), Liryki zebrane (Stowarzyszenie Żywych Poetów 2022, wyd. pośm.).
Po wyjeździe z Lublina najważniejsze utwory drukował w „Kamenie”, gdzie pisał poezję, tłumaczenia, krytyki i szkice krytyczno-literackie (w numerach specjalnych tatrzańskich): Tatry w polskiej poezji powojennej (1935 nr 8–9) i Poetyckie aspekty gór (1939 nr 8–10). Drukował fragmenty „Dziennika tatrzańskiego”. Tłumaczył literaturę antyczną: Homera, Safonę, Pindara, Horacego.
Przekłady poetyckie Bocheńskiego to ponad dwa tysiące tytułów w cyklu: Gościńce, Krople humanizmu, Kwiaty z kruszcu, Liryki tatrzańskie. W 2019 roku nakładem wydawnictwa Stowarzyszenie Żywych Poetów ukazał się pośmiertnie przekład Bocheńskiego z sanskrytu Gnomy staroindyjskie. Za działalność poetycką otrzymał nagrodę specjalną Ministra Kultury i Sztuki oraz nagrody pieniężne fundowane przez miasto Zakopane, Urząd Wojewódzki w Krakowie, Związek Literatów.

## Ordery i odznaczenia
- Krzyż Kawalerski Orderu Odrodzenia Polski (7 stycznia 1956)[5]
- Medal 10-lecia Polski Ludowej[1]